# エルサ (キャラクター)
- アナと雪の女王 > エルサ (キャラクター)
- アナと雪の女王2 > エルサ (キャラクター)
- ディズニープリンセス > エルサ (キャラクター)

エルサ（Elsa）は、ウォルト・ディズニー・アニメーション・スタジオのアニメ映画『アナと雪の女王』（2013年）およびその続編『アナと雪の女王2』（2019年）など、『アナと雪の女王』シリーズに登場する架空のキャラクター。主にイディナ・メンゼルが声を担当し、子供時代はエヴァ・ベラ、12歳時代はスペンサー・レイシー・ガヌスが声を担当している。『アナと雪の女王2』では、若いエルサをマッテア・コンフォルティ（映画の冒頭）とエヴァ・ベラ（アートハランの記憶）が担当している。
エルサは、共同脚本家および監督のクリス・バックとジェニファー・リーによって作られ、ハンス・クリスチャン・アンデルセンのデンマークの童話『雪の女王』の主人公を基にしている。ディズニーの映画では、架空のスカンジナビア王国アレンデールの王女として登場し、王位継承者であり、アナ（クリスティン・ベル）の姉である。エルサは氷と雪を作り出し、操る魔法の力を持っている。戴冠式の夜にアレンデールを永遠の冬にしてしまい、映画を通じてその能力を制御し隠すこと、そして意図せず他人を傷つける恐怖から解放されることに苦しむ。
原作の『雪の女王』では中立で冷酷なキャラクターであり、多くのアダプテーションでは悪役として描かれたが、その透明な描写のため映画化が難航した。ウォルト・ディズニーを含む数多くの映画関係者がキャラクターを発展させようと試みたが、キャラクターをうまく扱えず、多くの映画化計画が棚上げになった。最終的にバックと共同監督のジェニファー・リーが、エルサとアナを姉妹として描くことで問題を解決した。アナの苦悩が外的なものであるのに対し、エルサの苦悩は内面的なものだった。これにより、エルサは徐々に同情的で誤解されているキャラクターとして書き直された。
エルサは、その複雑なキャラクター設定と脆弱性が評価され、概ね好意的な評価を受けた。また、メンゼルのエルサの声の演技、特に「レット・イット・ゴー」のパフォーマンスも広く称賛された。

## 製作

### 起源とコンセプト

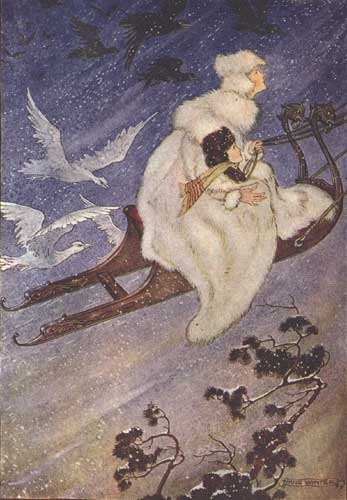
エルサのモデルとなった『雪の女王』のイラスト

ウォルト・ディズニーは、1937年にハンス・クリスチャン・アンデルセンの童話「雪の女王」を映画化しようと試みた。この物語は、プリンセス・アナの元となった少女ゲルダと、魔法の鏡の破片で目を刺されて「ネガティブな呪い」を受け、その後雪の女王にさらわれるカイという2人の子供に焦点を当てている。しかし、ディズニーはこの童話の主人公を信じられる多面的な悪役として描くのに苦労した。物語では彼女は「白いガーゼの衣装をまとった女性で、何百万もの星のような雪の結晶が繋がっているように見えた。彼女は美しく、氷でできており、輝いていた。それでも彼女は生きていて、その目は明るい星のように輝いていたが、その視線には平和も休息もなかった」と描写されている。ディズニーは雪の女王をより現実的に描く方法を見つけられず、最終的に映画化計画を放棄した。
その後、ポールとゲータン・ブリッツィ、ディック・ゾンダグ、グレン・キーン、デイブ・ゴエッツなど、複数の映画関係者がこのプロジェクトに取り組んだ。2011年に監督クリス・バックが別のアダプテーションを試みたが、彼もまた雪の女王のキャラクターに苦戦した。プロデューサーのピーター・デル・ヴェッチョは、主に彼女が共感できず、孤立しすぎていて、個人的なつながりがないため、動機を説明できないことが原因だと説明した。いくつかの変更案が提案された後、ライティングチームの誰かが雪の女王をアナの姉にすることを提案した。「これらのキャラクターが兄弟姉妹で関係を持つことができると気づいた瞬間、すべてが変わった」とデル・ヴェッチョは伝えた。

雪の女王はエルサという名前が与えられ、悪役としてキャスティングされ続けた。ディズニーは2013年5月に「アナと雪の女王」のあらすじを発表した。
アナは、冷酷な雪の女王である疎遠の姉に呪われてしまう。呪いを解く唯一の希望は、氷と厳しい自然が広がる危険だがワクワクする旅を生き抜くことだ。冒険好きな荒くれ者と一本角のトナカイ、そして不運な雪だるまが仲間になり、アンナは時間と競争し、自然の厳しさに打ち勝ち、そして脅威的な雪だるまの軍団と戦わなければならない。凍った心を溶かすためには、これらをすべて乗り越える必要がある。
初期の原稿では、エルサが意図的にアレンデールに永遠の冬をもたらすなど、もっと敵対的な行動が含まれていた。また、彼女がオリジナルの雪の女王の雪の結晶の軍隊に似た雪だるまの軍隊を作る場面も描かれていた。当時、コミカルなキャラクターのオラフは、エルサにとってあまりにも威圧感がないため追い出される小さな雪だるまとして書かれていた。しかし、2ヶ月以内に脚本が変更され、彼女の力を制御できないことに重点が置かれた。オラフはエルサが作った唯一の雪だるまに縮小され、代わりに姉妹の幼少期の友情を思い出させる存在となった。最終版では、エルサが自分の力のために怪物とされてしまった後、護衛としてオラフが「マシュマロウ」と名付ける巨大な雪の生き物を1体作る。監督のジェニファー・リーによると、エルサは最終的にカイと雪の女王の両方の要素を合わせ持つ存在となり、彼女のますます同情的な描写が強調された。デル・ヴェッチョは「エルサが悪役のようなことをする時もあるが、それが自分を守るための欲求から来ていることがわかるので、常に彼女に共感できる」と付け加えた。

### キャスト

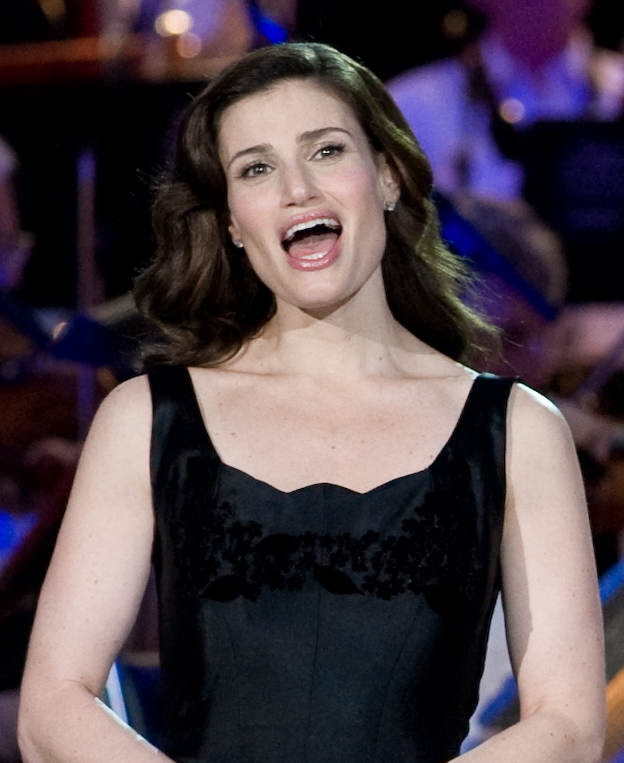
イディナ・メンゼルはエルサの声を担当した

エルサの幼少期と12歳時代をそれぞれ演じるために、エヴァ・ベラとスペンサー・レイシー・ガヌスがキャスティングされた。女優で歌手のメーガン・ムラーリーが当初、大人のエルサの声を担当する予定だったが、イディナ・メンゼルに変更された。メンゼルは既にアナの声を担当するクリスティン・ベルを知っており、以前に2010年のディズニー映画『塔の上のラプンツェル』の主演オーディションを受けたことがあった。その時は役を得ることはできなかったが、キャスティングディレクターが彼女の歌を録音し、その録音を『アナと雪の女王』の映画関係者に見せた。メンゼルは後にオーディションを依頼され、台本を朗読した後に役を獲得した。インタビューでは、エルサと当時の役柄、そして以前の役柄である『ウィキッド』のエルファバとの類似点を認めた。彼女曰く、両者とも非常に強力で誤解されやすい人物だという。
監督のクリス・バックは、メンゼルのボーカルがキャラクターの描写に役立つと考えており、「イディナの声には脆弱さが感じられる。彼女は非常に強いキャラクターを演じるが、恐怖の中で生きている人物でもあるので、その両面を表現できる人が必要だった。そしてイディナは本当に素晴らしかった」と語った。メンゼルはアニメ映画での作業や声だけでキャラクターの感情を表現することに慣れていなかったが、特に難しいとは感じなかった。録音中、彼女は声を「遊ぶ」ことができ、エルサの感情の幅を確立するために様々なトーンを試した。例えば、彼女は大胆な時と怒っている時の声の違いを出したいと考えていた。また、映画の初期のシーンを録音する際には、エルサが「動くことや何かを感じることを恐れて、それが外に出て人々を傷つけるのではないかと感じている」ということを表現するために、物理的に手を動かさないようにした。
制作中、メンゼルとクリストフを演じるジョナサン・グロフはアニメーションスタジオに行き、自分たちがキャラクターにどのようにアプローチしているかをアニメーターに説明した。アニメーターたちはメンゼルの歌い方について質問し、彼女がライブで歌う時の呼吸の仕方を観察し、録音セッションをビデオ撮影した。その後、エルサの呼吸をメンゼルの呼吸に合わせてアニメートした。彼女の声はエルサの最も目立つ曲「レット・イット・ゴー」のインスピレーションとなった。作曲家のロバート・ロペスによれば、メンゼルのボーカルレンジはエルサの「低く、脆弱で壊れやすい面」と彼女の力や自己実現を明確に伝えることができたという。メンゼルは、この曲を持つことは「名誉」であり、録音を楽しんだとコメントした。「キャラクターが歌っていること、経験していること、美しい歌詞、美しいメロディ、そして少しの私、これらすべてが正しい方向にぶつかり合っているのです」と彼女は説明した。バックとリーはまた、メンゼルとクリステン・ベルの声がどれほど互換性があるかに驚いた。あるテーブルリーディングの際、二人はバラード（後に「愛は翼にのって」として明かされた）を互いに歌い、そこにいた全員が涙を流すほど感動的だった。そのため、リーは映画の重要な感情的なシーンを録音する際に、メンゼルとベルが同じ部屋にいることを望んだ。
| 歌手 | 言語                                    |
| --- | --------------------------------------- |
| サイダ・ガブニヤ（Саида Габния） | アブハズ語                              |
| アントネラ・セキジ（Antonela Çekixhi） | アルバニア語                            |
| ネスマ・マハジュブ（نسمة محجوب） | アラビア語                              |
| タリン・シュピルマン（Taryn Szpilman） | ブラジルポルトガル語                    |
| ナデジダ・パナヨトヴァ（Надежда Панайотова） | ブルガリア語                            |
| アナイス・デルヴァ（Anaïs Delva／フランス語歌） | カナダ・フランス語 ケベック・フランス語 |
| バク・ザンボウ（白珍寶／ジョベル・ウバルデ） | 広東語                                  |
| ギセラ | カスティリャスペイン語                  |
| ギセラ | カタルーニャ語                          |
| ナターシャ・ミルコヴィッチ／ナターシャ・ベロシェヴィッチ（Nataša Mirković / Nataša Belošević）                                                                                        | クロアチア語                            |
| モニカ・アブソロノヴァ（Monika Absolonová） | チェコ語                                |
| マリア・ルシア・ハイバーグ・ローゼンバーグ（Maria Lucia Heiberg Rosenberg） | デンマーク語                            |
| ヴィレメイン・フェルカイク（Willemijn Verkaik） | オランダ語                              |
| ネスマ・マハジュブ（نسمة محجوب） | エジプトアラビア語                      |
| イディナ・メンゼル（Idina Menzel） | 英語                                    |
| デミ・ロヴァート（Demi Lovato／エンドソング） | 英語                                    |
| ハンナ＝リーナ・ヴォサ（Hanna-Liina Võsa） | エストニア語                            |
| カティア・シルキア（Katja Sirkiä） | フィンランド語                          |
| エルケ・ブイレ（Elke Buyle） | フラマン語                              |
| アナイス・デルヴァ（Anaïs Delva） | フランス語                              |
| ヴィレメイン・フェルカイク（Willemijn Verkaik） | ドイツ語                                |
| シーア・コスキナー（Σία Κοσκινά） | ギリシア語                              |
| モナ・モル（מונה מור） | ヘブライ語                              |
| スニディ・チャウハン（सुनिधि चौहन） | ヒンディー語                            |
| フュレディ・ニコレット（Füredi Nikolett） | ハンガリー語                            |
| アグスタ・エヴァ・エルレンドスドッティル（Ágústa Eva Erlendsdóttir） | アイスランド語                          |
| ミカ・シェルリー・マルパウン（Mikha Sherly Marpaung） | インドネシア語                          |
| アングン（Anggun）、チラ・キアナ（Chilla Kiana）、レジーナ・イワノワ（Regina Ivanova）、ノウェラ・アウパライ（Nowela）、シンディ・ベルナデット（Cindy Bernadette／エンドソング）      | インドネシア語                          |
| セレナ・アウティエリ（Serena Autieri） | イタリア語                              |
| TINI（Martina Stoessel／エンドソング） | イタリア語                              |
| 松たか子 | 日本語                                  |
| May J.（エンドソング） | 日本語                                  |
| ゲルゴカラヌ・ハリマト（Гергъокъаланы Халимат） | カラチャイ・バルカル語                  |
| アイヌル・ベルムハンベトヴァ（Айнұр Бермұхамбетова） | カザフ語                                |
| パク・ヘナ（박혜나） | 朝鮮語                                  |
| ヒョリン（효린／エンドソング） | 朝鮮語                                  |
| カルメン・サライ（Carmen Sarahi） | ラテンアメリカスペイン語                |
| TINI（Martina Stoessel／エンドソング） | ラテンアメリカスペイン語                |
| ヨランタ・ストリカイテ（Jolanta Strikaite） | ラトビア語                              |
| ギルマンテ・ヴァイトクテ（Girmantė Vaitkutė） | リトアニア語                            |
| マーシャ・ミラン・ロンドー（Marsha Milan Londoh） | マレー語                                |
| ジャレーン・フー（胡维纳） | 中国語                                  |
| ヤオ・ベイナ（姚贝娜／エンドソング） | 中国語                                  |
| アフィマイ・フレイザー（Awhimai Fraser） | マオリ語                                |
| リア・ホール（Ria Hall／エンドソング） | マオリ語                                |
| リサ・ストッケ（Lisa Stokke） | ノルウェー語                            |
| イディナ・メンゼル（Idina Menzel／英語歌） | ペルシア語アヴァゼ                      |
| サリナ・サヤ（سارینا سیاح） | ペルシア語グローリー                    |
| アルシャ・シャリヤティ（ارشیا شریعتی）、サイード・ダストバルサール（ارشیا شریعتی）、アラシュ・ホセイニ（آرش حسینی）、キーバン・ネジャド・カブーディ（کیوان نژاد کبودی／エンドソング） | ペルシア語グローリー                    |
| ロシャナク・ケイマネシュ（روشنک کی‌منش） | ペルシア語クアリマ                      |
| ミナ・モメニ（مینا مومنی） | ペルシア語ソレン                        |
| カタジナ・ラスカ（Katarzyna Łaska） | ポーランド語                            |
| アナ・マルガリダ・エンカルナサン（Ana Margarida Encarnação） | ポルトガル語                            |
| カリーナ・レイタン（Carina Leitão／エンドソング） | ポルトガル語                            |
| ダルマ・コヴァーチ（Dalma Kovács） | ルーマニア語                            |
| アンナ・ブトゥルリナ（Анна Бутурлина） | ロシア語                                |
| ユリヤ・ドヴガニシナ（Юлия Довганишина／エンドソング） | ロシア語                                |
| イェレナ・ガヴリロヴィッチ（Јелена Гавриловић） | セルビア語                              |
| 歌はカット | シンハラ語                              |
| アンドレア・キラーリョヴァー・ソモロフスカー（Andrea Kiráľová Somorovská） | スロバキア語                            |
| ヌシュカ・ドラシュチェク・ロイコ（Nuška Drašček Rojko） | スロベニア語                            |
| アンニカ・ヘルリッツ（Annika Herlitz） | スウェーデン語                          |
| オーウェン・カリング（Owen Caling） | タガログ語                              |
| リン・シンイー（林芯儀） | 台湾中国語                              |
| ウィチャヤニー・ピアクリン（วิชญาณี เปียกลิ่น） | タイ語                                  |
| 不明 | ティグリニャ語                          |
| ベギュム・ギュンジェレル（Begüm Günceler） | トルコ語                                |
| オルハ・シャニス（Ольга Шаніс） | ウクライナ語                            |
| ドゥオン・ホアン・イェン（Dương Hoáng Yến） | ベトナム語                              |

フランス語版のアナイス・デルヴァとセルビア語版のエルサ役イェレナ・ガヴリロヴィッチは、最初はアナ役をする予定だった。
アルバニア語、ペルシア語、カラチャイ・バルカル語、ティグリニャ語など、ディズニー公式の言語ではないバージョンも存在する。
| 歌手 | 言語                         | 変更内容 |
| --- | ---------------------------- | -------- |
| ソフィー・ウォン（王嘉儀） | 広東語                       | 歌手変更 |
| シャルロット・エルヴュー（Charlotte Hervieux） | フランス語・カナダフランス語 | 歌手変更 |
| ギュルスム・ムルザベコヴァ（Гүлсім Мырзабекова） | カザフ語                     | 歌手変更 |
| マグダレーナ・バルジェフスカ（Magdalena Barszczewska）                                                                                                  | クヤヴィ語                   | 言語追加 |
| フィザ・トーマス（Nur Hafiza Longkip Thomas／台詞）、マファリカ・アキール（Mafarikha Akhir／歌唱）／フィザ・トーマス（Nur Hafiza Longkip Thomas／歌唱） | マレー語                     | 歌手変更 |
| ガザル・ゴラミ（غزل غلامی） | ペルシア語ユニーク           |          |
| マリアンヌ・ペンタ（Marianne Pentha） | サーミ語                     | 言語追加 |
| ツァイ・ヨンチュン（蔡永淳） | 台湾中国語                   | 歌手変更 |
| シュルティ・ハーサン（சுருதி ஹாசன்） | タミル語                     | 言語追加 |
| ラミヤ・ベハラ（రమ్య బెహరా） | テルグ語                     | 言語追加 |
| ティウ・チャウ・ニュー・クイン（Tiêu Châu Như Quỳnh）                                                                                                   | ベトナム語                   | 歌手変更 |

| 声優                                                       | 言語                   |
| ---------------------------------------------------------- | ---------------------- |
| スエラ・ショヌジ（Suela Xhonuzi）                          | アルバニア語           |
| オーレリー・モルガヌ（Aurélie Morgane）                    | カナダフランス語       |
| キティ・ウォン（黃紫嫻）                                   | 広東語                 |
| アナ＝エステル・アルボルグ（Ana-Esther Alborg）            | カスティリャスペイン語 |
| マル・ニコラス（Mar Nicolás）                              | カタルーニャ語         |
| クリスティーナ・クレペラ（Kristina Krepela）               | クロアチア語           |
| アンドレア・エルスネロヴァ（Andrea Elsnerová）             | チェコ語               |
| ディナ・キュルテン（Dina Kürten）                          | ドイツ語               |
| ファルカシャージ・リーカ（Farkasházi Réka）                | ハンガリー語           |
| スルタンラヌ・ズフラ（Султанланы Зухра）                   | カラチャイ・バルカル語 |
| リス・クルニアシ（Lis Kurniasih）                          | インドネシア語         |
| アン・ソヨン（안소연）                                     | 朝鮮語                 |
| ジョウ・シューアイ（周帅）                                 | 中国語                 |
| ジルダ・ハミディ（گیلدا حمیدی）                            | ペルシア語アヴァゼ     |
| スーデ・フェクリ（سوده فکری）                              | ペルシア語グローリー   |
| マリアム・ジョレイニ（مریم جلینی）                         | ペルシア語クアリマ     |
| リディア・サドヴァ（Lidia Sadowa）                         | ポーランド語           |
| マリア・カモエス（Maria Camões）                           | ポルトガル語           |
| アディナ・ルカチウ（Adina Lucaciu）                        | ルーマニア語           |
| スバシニ・サンダマリ（සුභාෂිනී සඳමාලි）                          | シンハラ語             |
| アレンカ・コゾルチ・グレグリッチ（Alenka Kozolc Gregurić） | スロベニア語           |
| リウ・シャオユン（劉小芸）                                 | 台湾中国語             |
| アリーナ・プロツェンコ（Аліна Проценко）                   | ウクライナ語           |
| ドアン・カーン・アイ（Đoán Khánh Ái）                      | ベトナム語             |

#### 非公式言語
非公式言語とは、映画『アナと雪の女王』は公開されていないが、「レット・イット・ゴー」の歌は立ち上げられているという言語のこと。
| 歌手                                                   | 言語                   |
| ------------------------------------------------------ | ---------------------- |
| ルネ・ファウジー（ينيه فوزى ）                         | エジプトアラビア語     |
| マイラ・カルデロン（Mayra Calderón）                   | アルゼンチンスペイン語 |
| リリット・イェヒアザリャン（Լիլիթ Եղիազարյան）         | アルメニア語           |
| マカレナ・マルティン（Macarena Martín）                | アストゥリアス語       |
| サラ・ゼンディアン（Sara Zendoian）                    | バスク語               |
| アレクサンドラ・ラデヴィッチ（Александра Радевич）     | ベラルーシ語           |
| シレーヌ・コー（Sirene Ko）                            | ガリシア語             |
| サロメ・テティアシヴィリ（Salome Tetiashvili）         | ジョージア語           |
| レ・チペックス（Les Chipeks）                          | ハイチ語・ブルボネ語   |
| メアドゥブ・オ・ドンドゥバイン（Méadbh Ó Donndubhain） | アイルランド語         |
| カニーム・アルティミシェワ（Kanym Altymysheva）        | キルギス語             |
| ジジ・ゾルー（ЗиЗи Залуу）                             | モンゴル語             |
| ダニエラ・フェルナンデス（Daniela Fernández）          | ペルースペイン語       |
| スバシニ・サンダマリ（සුභාෂිනී සඳමාලි）                      | シンハラ語             |
| エミ・アメミヤ（Emi Amemiya）                          | ウズベク語             |
| クララ・ラガルダ（Clara Laguarda）                     | バレンシア語           |
| アレクサンドラ・タタリノワ（Александра Татаринова）    | サハ語                 |
| レベッカ・ウェスト（Rebekah West）                     | ウェールズ語           |
| テンマ・シェヒター（טעמע שעכטער）                      | イディッシュ語         |

### デザインと特性評価
イディナ・メンゼルがキャスティングされた後、エルサのキャラクター設定は何度か変更された。メンゼルによると、エルサは当初、一面的な敵役として脚本に書かれていたが、次第により脆弱で多面的なキャラクターに修正された。メンゼルはさらに、エルサを「非常に複雑で誤解されている」と表現した。監督のジェニファー・リーは、エルサが映画全体を通して恐怖に突き動かされていると述べ、メンゼルは彼女が「強くてパワフルで非凡な女性になる可能性」とも戦っていると付け加えた。エグゼクティブプロデューサー兼アニメーターのジョン・ラセターは、エルサに非常に「保護的」になり、彼女をより好意的で同情的な光で描くことに固執した。脚本家兼監督のジェニファー・リーはツイッターで、エルサのボディランゲージや仕草は「不安と抑うつを示すために意図的に行われた」と述べた。2013年7月、ディズニーは映画の主要キャラクターの画像とともに、物語における彼らの役割の概要を公開した。エルサは次のように説明された。
外見上、エルサは落ち着いていて、威厳があり、控えめに見えるが、実際には大きな秘密と戦いながら恐怖の中で生きている。彼女は生まれつき氷や雪を作り出す力を持っている。それは美しい能力だが、非常に危険でもある。彼女の魔法が妹のアナを殺しかけた瞬間に取り憑かれ、エルサは自分を孤立させ、目覚めている間はすべての時間を使って成長する力を抑え込もうとしている。彼女の高まる感情が魔法を引き起こし、偶然にも止められない永遠の冬を引き起こしてしまう。エルサは自分が怪物になりつつあること、そして妹でさえも彼女を助けることができないのではないかと恐れている。
エルサの監督アニメーターはウェイン・ウンテンで、彼はエルサの複雑さに魅了され、この役割を希望した。ウンテンはアナの恐れのなさに対比させるために、エルサの恐怖を引き出すように慎重に彼女の表情を作り上げた。エルサのデザインとアニメーションの制作での功績により、ウンテンと他の3人のディズニーアニメーションの社員は、2013年の視覚効果協会賞でアニメーション映画部門の優秀アニメーションキャラクター賞を受賞した。他の受賞者は、キャラクターテクニカルディレクター（リギング）のジョイ・ジョンソン、ルックデベロップメントアーティスト（テクスチャーアーティストのディズニーの職名）のアレクサンダー・アルバラード、モデリングスーパーバイザーのチャド・スタブルフィールドだ。FXテクニカルディレクターのユ・ジェヒョンは、エルサのドレスに関連する効果を含む氷ベースの特殊効果を1年半かけて作り上げた。 プロデューサーたちは、エルサが「レット・イット・ゴー」を歌うシーンをキャラクターの成長における重要なポイントと認識した。このシーンは、彼女が自分の力を使うことへの恐れを「手放す」選択を描いている。キャラクターデザインスーパーバイザーのビル・シュワブは、「『レット・イット・ゴー』の前のエルサは本当に抑え込まれていて、髪は結われていて、すべてが完璧だ。歌の間に、彼女は自分自身を受け入れる許可を与え、すべてが変わる。髪はより自由になり、ガウンは魔法のようだ。彼女はついに自由になる。たとえ独りぼっちでも」と述べた。アニメーターたちはエルサの外見が変化を反映するようにデザインした。初めのうちは、彼女は主に拘束されるような服装で描かれている。2014年1月のジョン・オーガストとアリーヌ・ブロッシュ・マッケンナとのインタビューで、リーはラセターがエルサの物理的な変容の概念化に個人的に助力したことを明かし、「私が一番好きなのは...実際にそのモデルをしたのがジョン・ラセターだったことです。彼は感情の旅をアニメーションでどう表現するかを話し合うのに大いに役立ちました。彼は立ち上がって、『彼女の髪がほどけて、変身して、堂々と歩く』と言って、それを実演していました」と語った。
「王国から追い出されることがどんな感じかを想像しました。知っているすべてのことや愛するすべての人を手放さなければならない。そして、これまでの人生で抑えてきたすべてをようやく手放すことの素晴らしい解放感を感じるのです」 —クリステン・アンダーソン＝ロペスがエルサの曲「レット・イット・ゴー」を書く際と、彼女を悪役ではなく主人公にする選択について語った言葉。
このシーンはエルサのキャラクターの発展においても重要なポイントで、当初は彼女が悪に転じる様子を描く予定だった。曲を作曲したロバート・ロペスと妻のクリステン・アンダーソン＝ロペスは、「エルサはずっと自分の個性を抑え込もうとしていた完璧なプリンセスから、『もういいや、自分らしく生きる』と言うようになる予定だった」と説明している。彼らはこの曲を通じてキャラクターをより深く理解し、恐れずに生きるエルサがどのようなものかを探る方法として使いたかったのだ。この結果、彼女は非常に複雑なキャラクターとなった。最終的な歌詞とメンゼルの「壊れやすく脆弱な声から力強い声に変わる能力」がプロットを一変させ、エルサは「善良な」キャラクターとして再構成された。エルサは当初、自分の力を抑えようとし、特にアナを傷つけないようにするが、それができなくなった時、自ら王国を追放し周囲の人々を守るために姿を消す。リードライターのポール・ブリッグスは、エルサの秘密が暴かれたときに最も必要なのはアナの支えだとし、「この物語が力強いのは、家族の絆の強さにあります。なぜなら、彼女の兄弟姉妹が彼女の力を超えて彼女を見守り、必要ならば世界の間に立ってくれるからです」と語った。
エルサが悪役から主人公に転じた後、その外見も再設計される必要があった。彼女はもともと青い肌ととげとげしい黒髪を持つ他のディズニーの悪役に似たスタイルで描かれていた。映画の公開から数ヶ月後、ビジュアル開発アーティストのクレア・キーン（ディズニー・レジェンドのグレン・キーンの娘）がエイミー・ワインハウスをモデルにした初期のエルサのコンセプトアートを公開した。当時、彼女は青い「ブーファンヘア」と「深く、魂のこもった声と劇的な気分の変動」を持つキャラクターとして想像されていた。ラセターはキャラクターの最終的な柔らかい外見の創造に影響を与えたとされ、特に非常に厚いプラチナブロンドの髪に関してはアニメーターがデザインするのに苦労した。アートディレクターのマイケル・ジアモは、エルサの髪に対して多くの戦略が提案されたが、ラセターはアニメーションチームに改良を続けるよう促し、「もっと憧れるような髪型が必要だ。この髪型が美しい宣言のように感じられるようにしたい」と述べた。調査旅行中、プロデューサーたちはノルウェーの女性が「たくさんの三つ編み」をしていることを発見し、ニューヨークのスタイリスト「ダニーロ」を雇って、それを反映しつつ「少し異なる」スタイルを作り上げた。この作業を助けるために「トニック」と呼ばれる新しいアニメーションプログラムが開発され、最終的にキャラクターの髪は420,000本のCGIスレッドが必要とされた。対照的に、アナには約140,000本の髪が与えられ、『塔の上のラプンツェル』のラプンツェルは髪に27,000本のCGIスレッドしか必要としなかった。
2018年初頭、ディズニースタジオ内でエルサが『アナと雪の女王2』でレズビアンとして描かれる可能性が議論されていることが公開された。しかし、後にアンダーソン＝ロペス夫妻が、エルサには恋愛の関心がないと確認したことでこの話は否定された。リーは後にモーリーン・ダウドに対し、キャラクターにマイヤーズ＝ブリッグスのテストを受けさせた結果、「エルサはまだ恋愛関係に準備ができていない」と説明した。

#### 能力
映画の冒頭でエルサが幼い子供として登場するため、アニメーターたちは彼女の力の最初の一瞥が、その当時の無邪気で幻想的な心の状態を反映するようにしたいと考えた。これには、最初の雪片にシンプルなデザインを与えることが含まれていた。彼女の雪と氷のパターンは、成人するとより精巧で複雑になる。共同エフェクト監督のマーリン・ウェストは、「エルサがついに自分の氷を操る能力を本格的に受け入れた時、彼女が作る氷や雪は、エルサが成長して美しく、優雅で、自信に満ちた強力な若い女性になったことを伝えるものにしたかったのです」と語った。
彼女が「レット・イット・ゴー」を歌いながら作り出す氷の城は、彼女の力の成熟を示すとともに、「彼女の感情の世界への表れ」となるように設計された。城は最初は美しいが、彼女が意図せず引き起こした破壊に気づき、他人からますます悪者扱いされ追われるようになると、城は暗く歪んだものになり、壁には鋭い氷のつららが形成される。映画のデザインチームは城の外観に悩み、雪で満たされた様々な氷の城のデザインを描いた。ラセターは構造とパターンを雪の結晶に基づかせることを提案した。例えば、巨大な雪の結晶が基礎となり、城は六角形になるといったものだ。ラセターはまた、エルサが城を作る際の方法にも雪の結晶のパターンが影響を与えることを望んだ。共同エフェクト監督のデール・マエダは、「雪の結晶は空中で形成される小さな氷の結晶です。そして、温度や湿度が変化すると、これらの雪の結晶は枝分かれや板状化というパターンで成長し始めます。ラスターは『エルサが氷の宮殿を作るとき、空中に現れる城の全行程で、枝分かれと板状化がずっと続いていくなら、とても素晴らしいだろう』と言いました」と説明した。
城が建設されるシーンには50人のアニメーターが携わり、1フレームのレンダリングには30時間を要した。彼らは後に、同様の技術をエルサの衣装にも拡張した。映画の初期では、伝統的なノルウェーのローズマリングが彼女の衣装のインスピレーションとなったが、彼女の氷のドレスは城と同様に設計され、雪の結晶がスタイルに大きく影響を与えた。彼女のケープ自体も大きな雪の結晶だ。

## 海外版

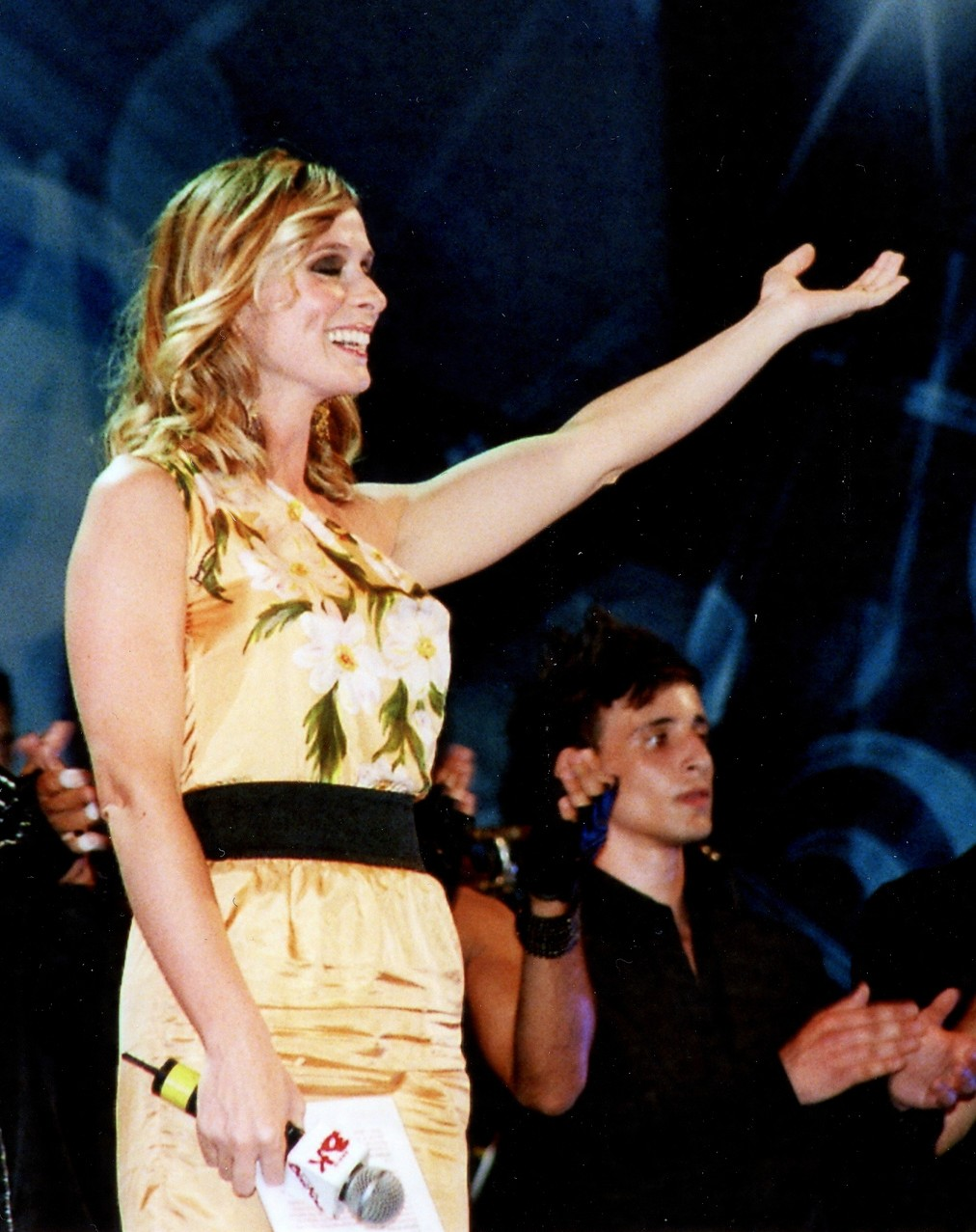
イタリアの女優で歌手のセレーナ・アウティエリと『アナと雪の女王』のイタリア人キャストが、世界最優秀外国語吹き替え賞を受賞した

サーミ語版は、第二作目の映画がサーミ文化からインスピレーションを得たことを記念して、特別な吹き替えとして発表された。
大きな課題は、メンゼルの暖かい声のトーンと声域に匹敵するソプラノ歌手を各国語で見つけることだった。ディズニー・キャラクター・ボイス・インターナショナルのシニアエグゼクティブ、リック・デンプシーはこのプロセスを「非常に困難」とし、「歌詞の意図を正確に伝えることと、音楽にリズム的に合うことの両方をバランスよく行うのは難しい作業です。そして、リップシンクに合わせるために調整しなければならないのです。これには多くの忍耐と精密さが必要です」と説明した。イディナ・メンゼルと同様に、エルサの吹き替えを担当した4人の声優も「ウィキッド」でエルファバの役を演じた。それは、マリア・ルシア・ローゼンバーグ（デンマーク語）、ウィレムイン・ヴァーカイク（オランダ語とドイツ語）、モナ・モル（ヘブライ語）、そしてパク・ヘナ（韓国語）だ。セレーナ・アウティエリは、イタリア語版の『アナと雪の女王』と共に、世界中で最高の外国語吹き替え賞を受賞した。
オランダ人歌手で女優のウィレムイン・ヴァーカイクは、オランダ語版のエルサの台詞と歌唱、ドイツ語版の歌唱のみを担当した。スペイン人歌手のジゼラは、ヨーロッパスペイン語版とカタルーニャ語版の両方で歌唱を担当し、フランス人歌手のアナイス・デルヴァとシャーロット・エルヴューの歌唱部分は、カナダ・フランス語版にも使用された。カナダ人俳優のオーレリー・モルガンは、カナダ・フランス語版で両方の映画のエルサの台詞を担当した。アナイス・デルヴァ（フランス語）とイェレナ・ガブリロヴィッチ（セルビア語）はもともとアナの役のオーディションを受けたが、最終的にエルサの吹き替えに呼ばれた。プリヤンカー・チョープラーと彼女のいとこであるパリニーティ・チョープラーは、ヒンディー語版『アナと雪の女王2』でそれぞれエルサとアナの台詞を担当した。
「レット・イット・ゴー」がメンゼルのバージョンだけでなく、世界中で発表された41のバージョンでも成功したことを受けて、2014年4月15日にウォルト・ディズニー・レコードは、「Let It Go: The Complete Set」というコンピレーションアルバムをリリースした。このアルバムには「レット・イット・ゴー」の42の外国語版と9つのエンドクレジット版が収録されている。第一作目の映画の国際版が成功したことを受けて、2020年2月9日、第92回アカデミー賞でメンゼルとオーロラが「イントゥ・ジ・アンノウン」を歌唱した際、エルサの国際吹き替え声優のうち9人（デンマーク語のマリア・ルシア・ローゼンバーグ、ドイツ語のウィレムイン・ヴァーカイク、日本語の松たか子、ラテンアメリカスペイン語のカルメン・サライ、ノルウェー語のリサ・ストッケ、ポーランド語のカタジナ・ラスカ、ロシア語のアンナ・ブトゥルリナ、ヨーロッパスペイン語のギセラ、そしてタイ語のウィチャヤニー・ピアクリン）が呼ばれ、それぞれが異なる言語で1行ずつ歌った。

## 出演

### 『アナと雪の女王』映画作品

#### アナと雪の女王
アレンデールの王女で王位継承者のエルサは、生まれながらにして氷と雪を作り出し、操る能力を持っている。幼い頃、彼女はこの能力を使って妹で親友のアナと一緒に遊ぶための冬の楽園を作っていた。しかしある夜、エルサは誤ってアナを傷つけてしまう。アレンデールの王と王妃は急いでアナを山のトロールの部族の元へ連れて行き、治療を受けさせる。トロールはアナを治療しながら、エルサの能力が成長し、美しくも非常に危険になることを王族に伝え、彼女がそれを制御する必要があると警告する。トロールはアナの記憶からこの出来事とエルサの力全般を消し去り、エルサはこの出来事に心の傷を負う。王と王妃はエルサの氷の力を制御し隠すための対策を講じ、城の門を閉ざし、エルサはほとんどの時間を自室に閉じこもり、手袋をつけて力を抑えるように言われ、感情を抑えるようにも言われた。しかし、それにも関わらず、彼女の力はますます強くなり、最も大切な人々を傷つけることを恐れるようになる。一方、アナは姉との接触を失い、ますます混乱し、何度も部屋から出てくるように説得しようとするが、成功しない。姉妹がティーンエイジャーになる頃、王と王妃が乗った船が嵐で転覆し、彼らは溺死してしまう。これにより、アナとエルサはさらに孤独感を深める。
三年が経ち、成人したエルサは正式にアレンデールの王位を継承することになる。大勢の群衆に城を開放することを恐れていたが、戴冠式は比較的平穏に進む。しかし、祝賀パーティーで、アナがその日に出会った南諸島のハンス王子との結婚の祝福をエルサに求める。エルサはアナとハンスがほとんど知らないことを理由に拒否し、口論が始まり、エルサが感情を失ってしまい、力を明らかにしてしまう。客や臣民たちの恐怖の中で、ヴェーゼルトン公爵に怪物扱いされると、エルサは城から逃げ出し、氷の山に隠れる。その過程で、彼女の感情が「永遠の」冬をアレンデールにもたらす。その場所で彼女はついに自分の力を受け入れ、自由に生きられると信じて巨大な氷の宮殿を建てる。また、幼少期に作った雪だるまのオラフを再び作り、無意識に彼を生き返らせる。
アナはエルサを見つけて連れ戻す決意をし、オラフと登山家のクリストフと出会う。彼らは氷の宮殿に到着し、アナはエルサに家に帰って関係を修復するよう説得しようとする。しかし、エルサは最終的に拒絶し（幼少期にアナを傷つけた記憶が蘇ったため）、アナはアレンデールとその人々の状態をエルサに伝える。恐怖に駆られたエルサは怒りを爆発させ、誤ってアナの心を凍らせてしまう。自分の力で妹や人々を傷つけることをさらに恐れたエルサは、アナ、クリストフ、オラフを巨大な雪の生き物（オラフは「マシュマロウ」と名付ける）で追い出す。これにより、彼女の氷の城は明らかに暗く不気味なものになり、彼女の苦悩と再び燃え上がる恐怖を反映する。その間に、アナは次第に弱っていき、クリストフは彼女をトロールの元に連れて行く。トロールは彼らに「真実の愛」だけが彼女の命を救うことができると伝える。
ハンスと一隊の兵士が氷の宮殿を攻撃する。エルサは暗殺を企むヴェーゼルトン公爵の二人の兵士と戦う。ハンスは彼女に怪物ではないことを証明するために彼らを助けるよう説得する。しかし、彼女は意識を失い、城の地下牢に連れて行かれ、手を壁に鎖で繋がれる。ハンスは彼女を訪れ、冬を終わらせるよう促すが、エルサはどうやってそれをするのか分からないと認める。彼が去った後、エルサは鎖を凍らせて鎖から逃れるが、恐怖で大吹雪を引き起こしてしまう。アナは、ハンスのロマンチックなキスが「真実の愛」となり彼女を救うと信じて城に戻る。しかし、ハンスは結婚の申し出がアレンデールの王位を奪うための最初の一歩であったことを告げ、彼女を死なせようとする。オラフはアナにクリストフが彼女を愛していることを伝え、彼女はクリストフのキスが彼女を治すと信じる。彼らはクリストフを探しに急ぐ。ハンスはエルサに対峙し、彼女がアナを殺したと伝える。打ちのめされたエルサは倒れ込み、吹雪が突然止まる。ハンスは彼女に近づき、剣を振り下ろして彼女を殺そうとするが、アナはクリストフに向かう途中で最後の力を振り絞り、ハンスの攻撃を防いで固まってしまう。エルサはその瞬間を見て、アナの運命を知る。悲しみに打ちひしがれたエルサは涙ながらに凍ったアナを抱きしめ、オラフや衛兵たちが見守る。
しばらくして、アナは溶け始める。彼女が自分を犠牲にして姉を救う選択をしたことが「真実の愛」となったのだ。エルサは愛が彼女の力を制御する鍵であることに気づき、王国の永遠の冬を終わらせることができる。夏がアレンデールに戻り、エルサは王位を取り戻し、安全に力を制御できるようになる。姉妹の絆も回復する。エルサはハンスを南諸島に追放し、彼の家族から罰を受けさせ、ヴェーゼルトン公爵の以前の態度に対する報復として取引を断ち切る。

#### アナと雪の女王 エルサのサプライズ
最初の映画の出来事からほぼ1年後、エルサはアナの19歳の誕生日を完璧にすることで、これまでの疎遠な期間を埋め合わせようとする。彼女はクリストフ、スヴェン、オラフと一緒にその実現のために一生懸命働く。宮殿の中庭でのサプライズパーティーの準備が整ったことを確認すると、アナを迎えに行くためにクリストフに指揮を任せる。しかし、エルサはアナを宝探しに連れて行く途中で風邪を引き始める。気づかないうちに、彼女がくしゃみをするたびに「スノーギーズ」と呼ばれる小さな雪だるまが生まれ、クリストフ、スヴェン、オラフに迷惑をかける。アナはエルサの風邪が悪化しているのに気づき、エルサが無理をしないように努力する。エルサがさらに病気になる場合に備えてオーケンから薬をもらったりもする。しかし、エルサの風邪は彼女を非常に疲れさせ、酔っ払ったような行動を取るようになり、アレンデールの時計塔から落ちそうになるが、アナが彼女を救う。先の出来事の後、自分が病気であることをアナに認め、家に連れて帰ってもらう。エルサはすべてを台無しにしてしまったと感じるが、アナのためにパーティーが無事に行われたこと（そしてスノーギーズの存在）を知る。まだ少しぼんやりしているエルサは、くしゃみをして誕生日のホルンに向かってしまい、その結果、大きな雪玉が南諸島まで飛んでいき、降格されたハンスに当たり、彼を馬の糞の山に落とす。その後、アナはベッドに伏せるエルサに、「今までで最高の誕生日をありがとう。あなたをお世話することができて」と言う。

#### アナと雪の女王/家族の思い出
エルサはアナ、クリストフ、スヴェン、オラフと共に21分間のホリデー映画に出演し、この映画は2017年11月22日にピクサーの『リメンバー・ミー』と共に劇場で限定公開された。また、同年12月14日にABCでテレビデビューした。
エルサとアナは、エルサが城の門を開いて以来初めてのクリスマスホリデーの祝典をアレンデールで主催し、ユールベルを鳴らしてシーズンを迎える。しかし、町の人々が各自のホリデー習慣を楽しむために予想外に早く帰宅すると、姉妹は自分たちに家族の伝統がないことに気付く。エルサは、自分がほとんどの人生を孤立させていたため、アナと一緒に過ごす時間がなかったことを嘆く。これにより、オラフがスヴェンの助けを借りて伝統を探しに行きく。その間に、エルサとアナは屋根裏部屋で過去の忘れられたアイテムを見つけ、スヴェンがオラフの困難を知らせに戻ってくるまでの物を発見する。アレンデールの住民を引き連れてオラフを探しに行き、近くの森で彼を見つけ、エルサが長年引きこもっていた間、アナが毎年オラフのカードや人形をドアの下に滑り込ませていたという伝統を持っていることを明かして彼を元気づける。こうして、エルサとアナは王国の祝祭を続ける。

#### アナと雪の女王2
映画の出来事の34年前、アレンデールの創設者で初代国王であるルーンヤード王は、ノーサルドラ族と良好な関係を保ち、彼らの力を強化するために、ノーサルドラの故郷である魔法の森にダムを建設して条約を結ぶ。しかし、戦いが起こり、森に住む地、火、風、水の精霊たちが怒り、姿を消す。霧の壁が森の中の全員を閉じ込め、ルーンヤードの息子であるアグナル王子は、未知の救助者の助けを借りて辛うじて逃れ、王になる。
戴冠式から3年後、アレンデールのエルサ女王は妹のアナ王女、雪だるまのオラフ、王国の氷収集者クリストフ、そしてクリストフのトナカイのスヴェンと共に王国で秋を祝っている。エルサが謎の声を聞き、その声を追いかけると、偶然にも精霊たちを目覚めさせてしまい、王国の全員が避難することになる。パビーとトロールの一族が状況を把握し、アレンデールに到着する。パビーは彼らに、王国の過去の真実を発見することで事態を正す必要があると伝える。
エルサ、アナ、オラフ、クリストフ、そしてスヴェンは謎の声を追って魔法の森へ向かう。竜巻の形をした風の精霊が現れ、全員をその渦に巻き込む。エルサは雪の流れを放つことでそれを止め、一連の氷の彫刻を形成する。彼らはその彫刻が父親の過去の映像であることを発見する。彼らはノーサルドラ族と対立するアレンデール兵の部隊に出会う。火の精霊が現れ、エルサはそれが興奮した魔法のサンショウウオであることを発見し、鎮める。エルサとアナは兵士たちとノーサルドラ族の間で停戦を結び、彼らと共にキャンプに向かう。エルサは後に、人々と自然の魔法を結びつける第五の精霊の存在を知り、自分の母親がノーサルドラ族であったことも知る。
エルサはアナとオラフと共に北へ進み、両親の難破船と、過去のすべての説明が含まれているとされる神話の川アートハランへのルートが描かれた地図を発見する。彼女の魔法の力の答えを求めて海で失われた両親にショックを受けたエルサは、単独で旅をすることを決意し、アナとオラフを安全な場所に送る。エルサは海の精霊であるノックに出会い、それを手懐けてアートハランへの道を進む。アートハランに到達したエルサは、その声がイドゥナの呼びかけであり、彼女の力はイドゥナがアグナルを救った無私の行為のおかげで自然の魔法から贈られたものであり、彼女自身が違いを結びつける第五の精霊であることを発見する。また、ダムはルーンヤード王がノーサルドラ族の魔法とのつながりを嫌って資源を減らすための策略であり、ルーンヤードがノーサルドラ族の指導者を殺して紛争を引き起こしたことを知る。エルサはこの情報をアナに送り、アートハランの最も危険な部分に入ったために凍りついてしまい、その結果オラフも消えてしまう。
アナはエルサのメッセージを受け取り、アレンデールを破壊することになるとしても、平和を取り戻すためにはダムを破壊する必要があると結論付ける。アナは眠っている巨大な地の精霊たちを見つけ、ダムに向かって誘導し、巨人が投げた岩でダムを破壊する。エルサは解凍され、アレンデールに戻ってダムの破壊による波を止める。霧の壁が消えると、エルサはアナと再会し、オラフを復活させる。クリストフはアナにプロポーズし、彼女は受け入れる。エルサは、自分とアナが人々と魔法の精霊を結ぶ橋の役割を果たしていることを説明し、橋には二つの端があり、一方が人々の側にいるアナで、もう一方が魔法の精霊の側にいるエルサだ。エルサはアレンデールの王位をアナに譲り、魔法の森の守護者になる。彼女は定期的にアレンデールを訪れ、全土に平和が戻る。

### その他

#### その他のアニメ出演
エルサとアナは、2018年の映画『シュガー・ラッシュ:オンライン』でディズニープリンセスたちと一緒に登場する。あるシーンで、ヴァネロペ・フォン・シュウィーツが偶然プリンセスルームに入ってしまい、エルサと他のプリンセスたちが集まっているところに出くわす。パニックの後、彼女たちはヴァネロペを囲み、なぜここにいるのかを尋ねる。ヴァネロペがプリンセスであることを知ると、エルサは手の前で氷を出しながら「魔法の手を持っている？」と尋ねる。
クライマックスでは、エルサとプリンセスたちが空から落ちてきそうなラルフを発見する。プリンセスたちはラルフを救うためにそれぞれの能力を使って力を合わせる。モアナが海を呼び寄せ、その中にアリエルが飛び込み、上昇してスパイラルを作る。ジャスミンとエルサはカーペットを使って上空に飛び、アリエルと合流する。エルサはその後、自分の力を使ってラルフのために氷のスライドを作る。ラルフが救われた後、プリンセスたちはヴァネロペの友達として自己紹介し、エルサは「ヴァネロペの友達は私たちの友達でもある」と付け加える。
エルサはまた、2023年の短編映画『ワンス・アポン・ア・スタジオ -100年の思い出-』にも登場するウォルト・ディズニー・アニメーション・スタジオのキャラクターの一人である。

#### グッズ
2013年12月、ディズニーは映画に登場する代表的な歌を歌う「Musical Magic Elsa and Anna Dolls」を発売し始めた。その他にも、ファッションドールセット、ミニドール、ぬいぐるみ、幼少期のエルサのドールなど、様々なバージョンのエルサのドールが発売された。子供向けのドレスアップコスチュームは、映画でエルサが着ている氷のドレスや彼女が身につけている手袋を模したものがモデルとなっている。エルサはアンナと共に、プレートやコーヒーマグなどのフローズンをテーマにした食器にも描かれている。その他のエルサをイメージした商品には、スーツケース、ナイトガウン、ホームデコレーションなどがある。また、映画の簡略版は子供向けのストーリーブックにも適用され、音声付きのものや、ブリトニー・リーがイラストを担当した『A Sister More Like Me』という本も含まれている。エルサとアナは、対応するフィギュアを使って『ディズニー インフィニティ』のプレイヤーキャラクターとしても登場する。
2014年初頭には、ドールやドレスを含む『アナと雪の女王』のほとんどの商品が、ディズニーストアやテーマパークを含むほぼすべての場所で売り切れとなった。2014年11月初め、ディズニーは北米だけで300万着以上の『アナと雪の女王』のコスチュームを販売し、その中でエルサがディズニーのコスチューム史上最も売れたコスチュームであり、アナがそれに次ぐ2位であると発表した。ホールマークは、2014年にオラフのオーナメントが発表された際に多くの関心が寄せられたことを受けて、クイーン・エルサのクリスマスツリー・オーナメントを制作した。

#### テーマパーク

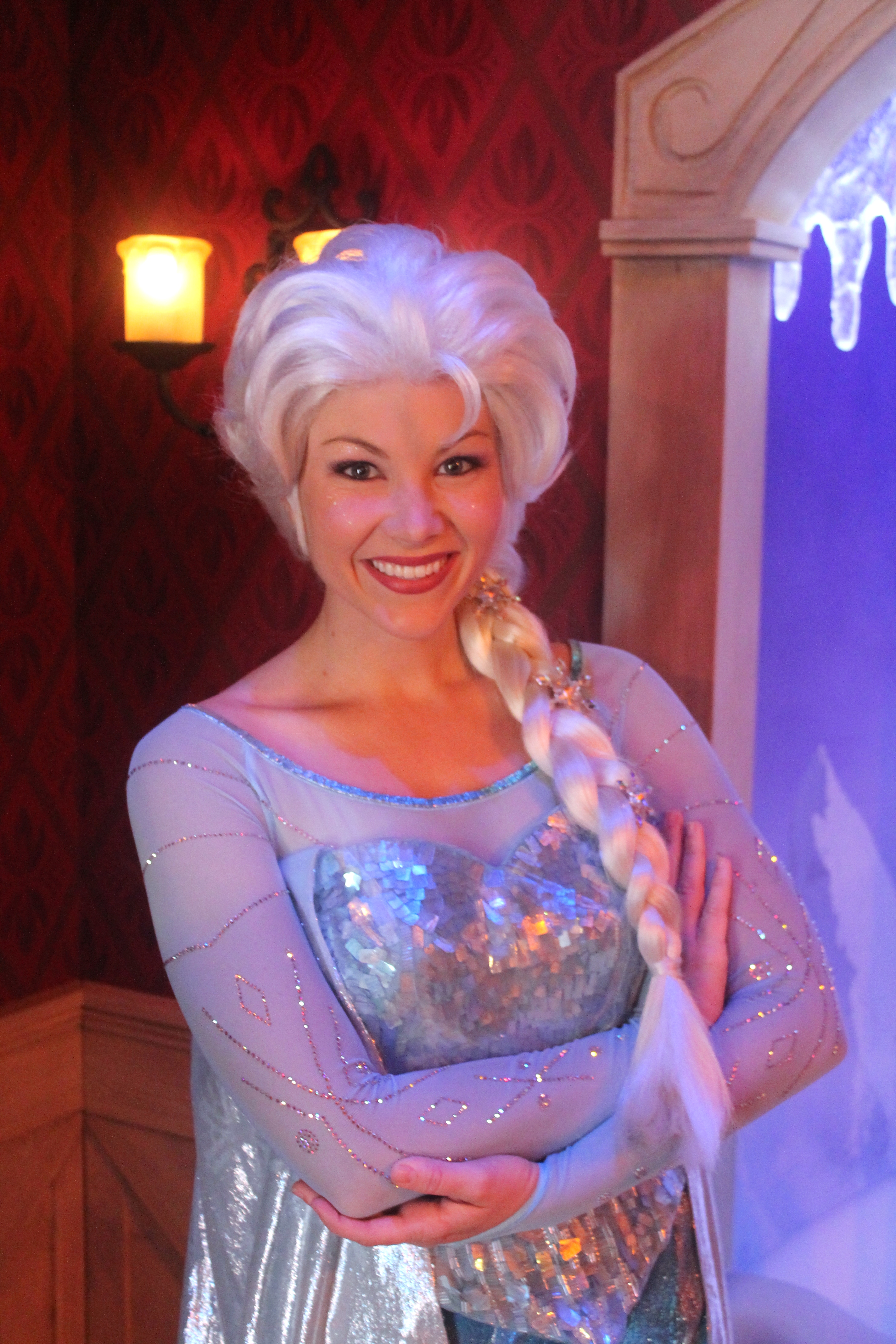
カリフォルニアのディズニーランドで行われたエルサのミート＆グリート（2013年）

映画『アナと雪の女王』の公開前の11月に、アナとエルサはフロリダとカリフォルニアのウォルト・ディズニー・パークス&リゾーツでのグリーティングイベントに登場し始めた。ウォルト・ディズニーワールドでは、映画のデザインに取り入れられたスカンジナビアの文化要素を認識して、エプコットのノルウェー館にアトラクションが設置された。ディズニーランドでは、ファンタジーランドの冬をテーマにしたコテージが設置され、コテージの屋根には話すオーディオアニマトロニクスのオラフが座っていた。2014年2月には、これらのグリーティングが無期限に延長され、プリンセスに会う待ち時間が頻繁に2時間を超え、以前のディズニーキャラクターよりも長くなった。また、エルサ、アナ、オラフはディズニーランド・パリの「ディズニーマジック・オン・パレード」の『アナと雪の女王』をテーマにしたフロートに登場した。2014年3月9日には、3人がマジック・キングダムで開催された「フェスティバル・オブ・ファンタジーパレード」にも登場した。2014年4月20日、アナとエルサはエプコットからマジックキングダムの「プリンセス・フェアリーテール・ホール」に移動し、待ち時間がシンデレラやラプンツェルの15分に対して3時間に達した。
エルサの「レット・イット・ゴー」のパフォーマンスは、ディズニー・カリフォルニア・アドベンチャーの冬をテーマにしたナイトショー「ワールド・オブ・カラー：ウィンター・ドリームズ」の中心的な要素となった。このショーはディズニー映画のシーンを紹介する30分間のものだ。ディズニーランド・パリのナイトタイムスペクタキュラー「ディズニー・ドリームズ!」でもエルサの「レット・イット・ゴー」のパフォーマンスが追加され、マジックキングダムのショー「セレブレート・ザ・マジック」でも彼女の歌唱シーンが映画のシーンと交互に登場した。
2014年5月16日、ディズニーランドはエルサ、アナ、オラフをフィーチャーした『アナと雪の女王』のプレパレードを開催すると発表した。同年6月13日にスタートし、「ミッキーのサウンドセーショナル・パレード」の前に行われた。2014年7月5日から9月1日まで、ディズニー・ハリウッド・スタジオで開催された『アナと雪の女王』サマーファンショーの一環として、アナとエルサはクリストフ、スケーター、スキーヤー、氷の切り出し人たちと一緒にハリウッド・ブールバードを馬車で行進した。姉妹はまた「生まれてはじめて:フローズン・シング・アロング・セレブレーション」に登場し、王室の歴史家たちとともにアレンデールの歴史を再話し、「フローズン・ファイヤーワークス・スペクタキュラー」でクリストフやオラフと一緒に音楽に合わせた花火を披露した。強い需要に応じて、ディズニーパークは8月7日に「フローズン・サマーファン」が9月28日まで延長されることを発表した。
2014年8月19日、当初の発表では、エルサとアナのブティック（スタジオ・ディズニー365を置き換える）がディズニーランド・リゾートのダウンタウン・ディズニーに9月中旬にオープンするとされていた。オープン日は後に2014年10月6日に変更され、店舗名も「アナとエルサのブティック」に変更された。この場所では、アナ、エルサ、オラフにインスパイアされた商品が販売されている。
アンナとエルサの戴冠式に関してディズニーから公式な発表はなかったが、2014年8月下旬に、旅行代理店のグループが2014年9月24日の朝に特別なキャラクターミールを開催することが発表された。これはディズニーが公式に企画したものではがない、「マイ・ロイヤル・コロネーション」と呼ばれるこのイベントでは、ディズニー所有の公式アナとエルサのキャラクターが参加し、ディズニーの協力を得て行われた。2014年9月12日、ウォルト・ディズニーワールドは、エプコットのワールドショーケースのノルウェー館に2016年初頭にオープン予定の「フローズン・エバー・アフター」を発表した。このアトラクションは、映画の音楽やシーンを取り入れたアレンデール王国を特徴としており、アナとエルサとのグリーティングも含まれている。アナ、エルサ、クリストフ、オラフは、2014年11月7日から12月31日までの間にマジック・キングダムで開催される「ミッキーのベリー・メリー・クリスマスパーティー」で「ミッキーのワンス・アポン・ア・クリスマスタイムパレード」に登場した。また、11月からは毎晩エルサがシンデレラ城を氷の宮殿に変える魔法を使う演出が加わった。
2014年11月13日、イベント「スパークリング・クリスマス」の前に、アナとエルサは香港ディズニーランドでグリーティングを開始した。
2014年12月20日から、ディズニーランド・リゾートのアナとエルサのグリーティングはディズニーランドパークからディズニー・カリフォルニア・アドベンチャーのディズニー・アニメーション・ビルディング内の新しいスポット「アンナとエルサのロイヤル・ウェルカム」に移動した。さらに、ディズニーランドの「おとぎの国のカナルボート」には、映画からアレンデールやアナとエルサの城、エルサの氷の宮殿が追加された。2015年1月7日から正式に、エルサはアナとクリストフとともにディズニー・カリフォルニア・アドベンチャーの「生まれてはじめて:フローズン・シング・アロング・セレブレーション」に登場し、パークのイベント「フローズン・ファン」の一環としてハリウッド・ランドで登場した。また、1月7日から、アナとエルサはディズニーランドパークのロイヤルシアターでフローズンの劇にも出演した。
2015年5月22日から、ディズニーランドはパークの60周年記念の一環として、アナ、エルサ、オラフをフィーチャーしたフロートが含まれる新しいナイトパレード「ペイント・ザ・ナイト」をデビューさせた。

#### コスプレ
エルサはコスプレコミュニティで非常に人気がある。コスプレイヤーのアンナ・フェイスは、チャリティーやコミコン、その他のイベントでエルサのコスプレをすることでよく知られている。

#### ワンス・アポン・ア・タイム
クイーン・エルサのバージョンは、ABCのファンタジードラマシリーズ『ワンス・アポン・ア・タイム』の第3シーズンの終盤に登場する。彼女は封印されていた壺から解放され、アナを探してストーリーブルックに現れる。第4シーズンでは、街を封鎖する氷の壁を作り、自分と同じ氷の力を持つイングリッドという名の叔母がいることを知る。彼女はエマ・スワンとキリアン・ジョーンズの芽生え始めた関係の支持者でもある。エルサはジョージナ・ヘイグが演じている。

#### ブロードウェイ・ミュージカル
カイシー・レヴィは、2018年3月に開幕したブロードウェイ・ミュージカルの初演でエルサを演じた。シアラ・レネーが2020年にレヴィの後を継いだ。他にも、北米版でキャロライン・ボウマンが、ウエストエンド版でサマンサ・バークスがこの役を演じたことが知られている。ブロードウェイ版には「Dangerous to Dream（危険な夢）」や「Monster（モンスター）」など、エルサのために新たに作られたオリジナル曲がいくつか含まれている。

## 評価

### 批評
「真実の愛をただの警告話にするだけでは満足せず、（脚本家たちは）エルサを彼女の育ちや両親の心からの（有害な）子供を安全に保ちたいという願望によって歪められた欠点のあるヒーローに仕立て上げた。エルサは冷淡で、怖がりで、過保護で、自信がなく、罪悪感に満ちている。なぜなら、人々（アニメのキャラクターさえも）は、彼らの経験と組み合わさった性格の総和だからだ。これは、実写映画でさえ63％以上の確率で忘れられていることだ」 —ドナ・ディケンズ、エンターテイメント編集者
エルサのキャラクターは、その多面的で進化する性格が評論家から広く称賛された。『Collider.com』のマット・ゴールドバーグは、彼女を「非常に共感できるキャラクター」とコメントし、『ファーストポスト』のディーパンジャナ・パルは、彼女を主人公に書き直すという決定を称賛し、「エルサは元の雪の女王のような邪悪で冷酷な母性の象徴ではない。彼女は困難な状況にある若い女性で、恐怖に直面し、自分の能力を理解しようとし、期待と規範に縛られている。彼女が山中に壮大な宮殿を築くとき、その能力に驚嘆し、共感しやすい。それに比べてアナは、成長が必要な子供のように見えるが、映画の過程で成長していく」と述べた。『Stuff.co.nz』のジェームズ・クルートは、彼女の「屈辱と追放」を『ライオン・キング』のシンバのそれと比較した。『Wall St. Cheat Sheet』のレビュアー、キャサリン・ウェブは、エルサが自信と個性を獲得するシーンが「新しいプリンセスのロールモデルを探している若い女の子たちに送る素晴らしいメッセージを届けている」と述べた。『ロトスコープ』のゲイリー・ライトは、「彼女の精神的苦悩と制御不能な力は現代のフェミニズムを象徴している。エルサは強く優雅で、世界を変える力を持つ無限の女性精神を代表している」と述べた。
『シーダー・フォールズ・タイムズ』のトラヴィス・ビーンは、エルサの「個人的な異常さ」とされる氷の力や、他人を傷つけないように自己隔離するという無私の行動が、子供たちが『アナと雪の女王』のプロットとより共感できるようにしていると述べた。『シカゴ・ナウ』のローリー・レヴィは、彼女の若い孫たちが「エルサを賢く、強く、魔法の力を持ち、パワフルだと賞賛し、彼女にロマンチックなサブプロットがないことを気にしていない」と書いた。『ザ・ハイツ』の映画評論家マグダレナ・ラホウィッチは、エルサとアナの関係が映画の最も重要な部分であると意見し、『ニューヨーク・タイムズ』のスティーヴン・ホールデンは、伝統的なディズニーフォーミュラからの逸脱として、ロマンティックな愛ではなく兄弟の愛が「恐れに満ちたエルサの氷の心を溶かす」ことができたことを気に行った。『サンノゼ・マーキュリー・ニュース』のトニー・ヒックスは、「アナの混乱とエルサが世界から（そして妹から）身を引く苦悩が鮮明に感じられる」と書いた。『クリスチャン・ポスト』のエマ・クーンスは、姉妹が一緒にディズニーの「最も愛すべき魅力的なキャラクター」だと考え、『カルバー・シティ・オブザーバー』のデビー・リン・エリアスは、「エルサとアンナはコインの両面のようで、一方は力と自信を通して、もう一方は不器用ながらも粘り強さと愛を通して強さを持っている」とコメントした。『Polygon』のスタッフは、彼女を「過去10年間で最大のクラスの1人」とランク付けし、「『レット・イット・ゴー』のあの瞬間、彼女が髪をほどき、氷のドレスに着替え、その小さな動きをする場面」を挙げた。
いくつかのレビュアーは、エルサがアナよりも興味深いとコメントした。ABS-CBNのライター、フレッド・ホーソンは、エルサを「その力ゆえにユニークで興味深い困難を抱える素晴らしいキャラクター」と表現し、『アナと雪の女王』はアナよりもエルサに焦点を当てるべきだったと意見した。『ザ・エクスプレス・トリビューン』のサムラ・ムスリムは、彼女の存在が視聴者を映画全体に引き込むと書き、「彼女のキャラクターは複雑で共感でき、さらに探求するに値する。しかし、物語は二人の姉妹と、典型的な魅力的なディズニーヒロインであるアンナとその恋愛関係にもっと焦点を当てている」と述べた。
エルサは批判も受けた。『ロンドン・イブニング・スタンダード』のシャーロット・オサリヴァンは、エルサを「『Xファクター』の冷酷なメンターのように見える」として、紫のアイシャドウ、細い腰、キトンヒールを批判した。『ガーディアン』のアンナ・スミスは、エルサとアナの両方が典型的なディズニープリンセスのように細い体型と大きな目で描かれていることを嫌った。『スレート』のダナ・スティーヴンスは「エルサの力の高まりに興奮せざるを得ない」としつつも、彼女の成長する自信を外見の変化で示す選択を批判し、彼女の謙虚な戴冠式のガウンから「スリットが入った魅惑的なドレスと透明な雪の結晶模様のトレイン、そして銀白色のハイヒール」に変わることや、「誘惑的な悪女」を連想させるヘアスタイルを過度に性的だと懸念を表明した。クリスティ・レミールは、エルサを有名な架空の女性キャリー・ホワイトと比較し、動揺すると魔法の力を発揮する点で共通点を指摘した。

#### レット・イット・ゴー
イディナ・メンゼルの歌唱も称賛されており、『Cine Vue』のアモン・ウォーマンは、彼女の声について「これらのミュージカルバラードでポジティブに高揚する」と述べた。評論家たちはしばしば彼女の「レット・イット・ゴー」のパフォーマンスに注目し、『エンターテインメント・ウィークリー』のマーク・スネティカーはこの曲を「エルサが自分の力を恐れないことを決意する、解放の素晴らしい賛歌」と評した。『The Star』のリンダ・バーナードは、メンゼルについて「彼女の強力な声で氷柱を粉砕することができる」とコメントした。
『ロチェスター・シティ新聞』のマット・デトラックは、「メンゼルは最も有名な役柄と同じくらい、このパフォーマンスに力と情熱を提供したと評価されるべきだ」と書いた。『アイリッシュ・タイムズ』のドナルド・クラークは、「エルサが氷河へ逃れるシーンは、自己依存への反抗的な賛歌で、『アイ・アム・ホワット・アイ・ アム』や『パレードに雨を降らせないで』のようなキャンプ調のショーチューンと並んで演奏できる。『レット・イット・ゴー』の冒頭と終わりのコーラスは、『寒さなんて気にしない！（日本語版では、少しも寒くないわ）』というずる賢い、吐き捨てるようなリフレインで終わる。『ザ・オックスフォード・スチューデント』のナシム・アスルはさらに、「特にメンゼルは『レット・イット・ゴー』のパフォーマンスでショーを盗んでいる。彼女の『ウィキッド』風の力強い歌唱は、この信じられないほどのアニメーションシーケンスと完璧にマッチしている。氷の城の建設シーンはディズニーアニメーションの腕前を本当に示しており、おそらくこれまでにアニメキャラクターが見せた中で最も壮大なパワーバラードの一つとなっている」と続けた。

### メンタルヘルス
『アナと雪の女王』は、子供たちの精神衛生への意識を高めるために使われている。ジェイ・ボルはこの映画を「感情の不調整の物語」と表現し、エルサを精神疾患の完璧なメタファーとした。そして、「ディズニーのアニメーション作品では初めて、悪役が実際には内なる敵なのだ。『アナと雪の女王』には、物語の後半まで本性を現さない軽度の悪役が登場するが、本当の敵はエルサ自身であり、彼女は内なる悪魔と戦っている」と語った。
『ワシントン・ポスト』の心理学者ナディア・アリは、エルサの行動が彼女の患者たちと強く一致していると述べている。患者たちは精神衛生の問題をコントロールし隠そうとし、その過程で感じる孤独感に苦しんでいるとし、「エルサは自室のドアに寄りかかり、絶望している。この特定のシーンでは、エルサと彼女の部屋は暗い色調で描かれている。彼女はほとんどの人生を通じて自分の力をコントロールし隠そうとしたが、それはうまくいかず、彼女を孤立させ、家族を引き裂いてしまいまった」と語った。
『グラマー』のジェニー・シンガーは「自己隔離し、個人的な期待の重圧に押しつぶされ、喜びを感じることがほとんどできないエルサは、不安な女の子たちのヒロインだ」と述べた。そして、「シンデレラは年季奉公の召使いであり、モアナは人々を大量飢饉から救う使命を担い、ベルは誘拐の被害者であり、成人の識字教育者だが、彼女たちは皆、大きなアイスコーヒーを飲んだ後のミセス・メイゼルのように明るさを保っている。それができる人たちもいるが、エルサは恐怖に屈せずに感じることができるの女王だ。彼女は恐怖を克服しない。恐怖を打ち負かすこともしない。彼女はそれと共に生きるのだ」と語った。

### 受賞歴
2013年12月、エルサとアナは共に女性映画ジャーナリスト同盟による女性アニメ賞にノミネートされ、数週間後にアナだけが受賞した。エルサは2013年の視覚効果協会賞で、アニメーション映画のアニメキャラクター、アニメーション映画の作成環境（氷の宮殿）、アニメーション映画のFX・シミュレーションアニメーション（吹雪）の3部門全てで受賞した。彼女の代表曲「レット・イット・ゴー」は、アカデミー賞、グラミー賞、フェニックス映画批評家協会賞、クリティクス・チョイス・アワードでオリジナル歌曲賞を受賞し、ゴールデングローブ賞、サテライト賞、クリティクス・チョイス・アワード、ヒューストン映画批評家協会賞にもノミネートされた。『タイム』はエルサを2014年の最も影響力のある架空のキャラクターにランク付けした。